# Hydriomena vulnerata
Hydriomena vulnerata là một loài bướm đêm trong họ Geometridae.